# Département du Littoral

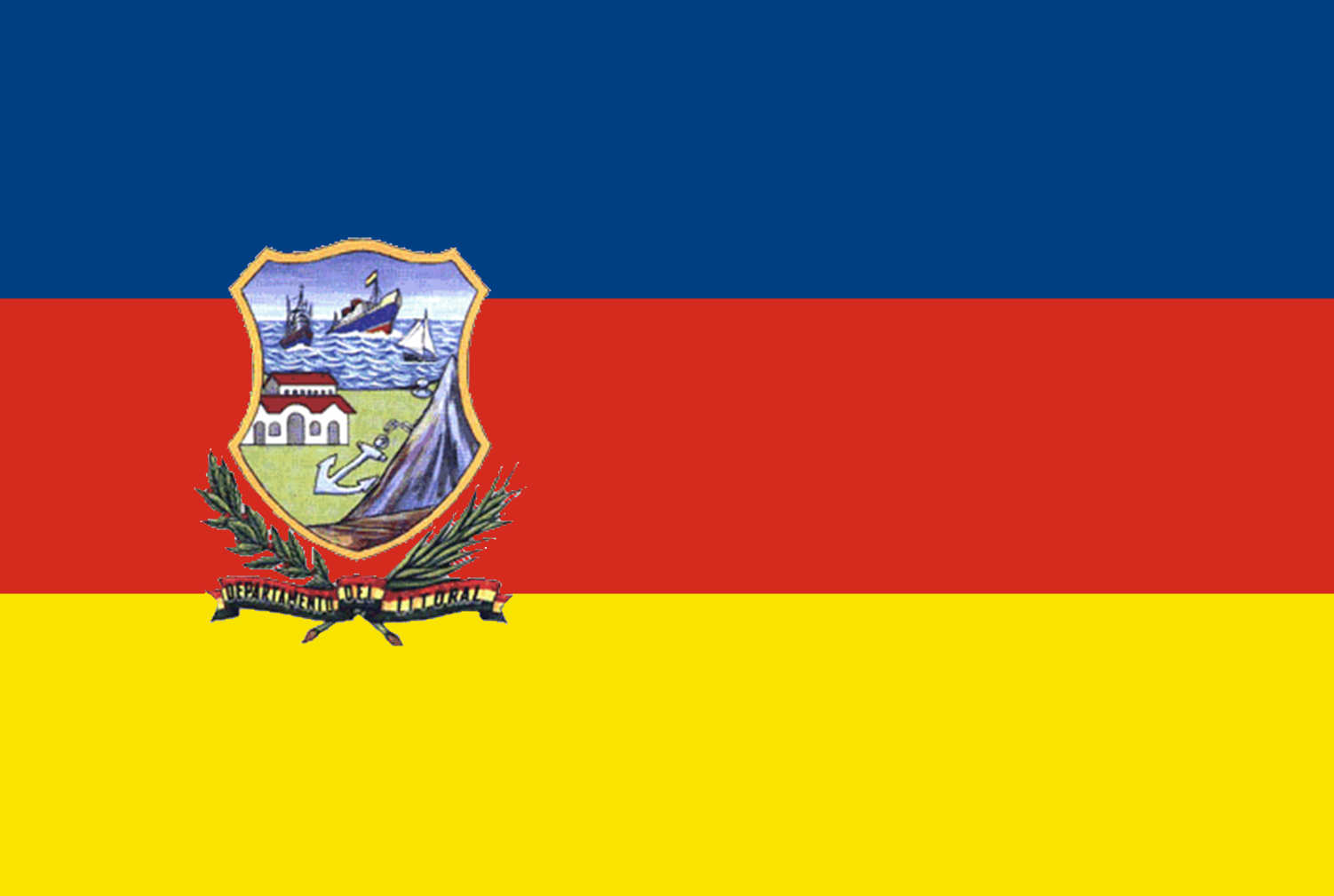
Drapeau du département du Littoral bolivien.

Le département du Littoral, plus communément connu sous le nom de la côte bolivienne, comprenait l'étendue de la côte pacifique du désert d'Atacama inclut dans le territoire de la Bolivie depuis sa création en 1825 jusqu'en 1879, quand il a été perdu au profit du Chili.

## Contexte
Lorsque la Bolivie émergea en 1825 comme un état indépendant, ces territoires faisaient partie du département de Potosí bolivien. Sous le gouvernement d’Andrés de Santa Cruz, ces territoires furent établis regroupés sous le nom de département de Littoral.
Les principales villes de la côte du Pacifique, du nord au sud, étaient Tocopilla, Cobija, Calama, Mejillones et Antofagasta.
Le port de Paposo fut pris de la colonie comme la capitale de la côte d’Atacameño. Après avoir consolidé son indépendance, le Chili mit en œuvre divers actes de souveraineté sur la côte nord du désert. Il établit son territoire tout au long de la côte jusqu’à l'embouchure de la rivière Loa, formant une frontière avec le Pérou. Le Chili aurait plus progressé, mais cela fut empêché par la mise en place de Cobija, une ville bolivienne.

## Traités

Frontières avant la guerre.

Le traité de 1866 établit la frontière entre les deux États sur le 24e parallèle, créant une zone d'intérêts communs entre 23 et 25° de latitude sud. 
Le traité de 1874 établit la frontière définitive entre les deux nations sur le 24e parallèle, à condition que durant une période de 25 ans, de nouvelles taxes ne soient pas imposées au peuple chilien ni aux entreprises basées dans la région.
Le Chili était prêt à se retirer vers le sud de la côte du désert pour permettre à la Bolivie un accès souverain à l'océan, dans les conditions vues auparavant. Cela élimina la zone d'intérêt commun du traité de 1866.
La Bolivie et le Pérou, liés par un traité secret d'alliance défensive depuis 1873 (un an avant la conclusion du traité frontalier avec le Chili), furent défaits par le Chili lors de la guerre du Pacifique qui dura jusqu'en 1884, perdant la côte bolivienne et le département péruvien de Tarapacá. Bien que la côte fût une source précieuse de salpêtre, elle ne constitua pas un casus belli.

## Revendication
Depuis lors, la Bolivie conserve une politique de revendication territoriale d'un accès souverain à l'océan Pacifique. Dans le cadre de cette politique, le blason national montre 10 étoiles : les 9 départements actuels, plus la côte bolivienne.
Les communications internes des forces armées portaient le slogan dans les notes en pied de page : « La mer est notre droit. La récupérer est un devoir ».
Aussi à Santa Cruz, on élit pour les concours de beauté Miss Santa Cruz, mais aussi Miss Litoral.